# Sincerità
Sincerità é uma canção da cantora italiana Arisa, contida em seu primeiro álbum de estúdio, Sincerità (2009). Foi composta e produzida por Maurizio Filardo e Giuseppe Mangiaracina, com o auxílio de Giuseppe Anastasi na escrita. A faixa foi lançada como primeiro single do disco em 18 de fevereiro de 2009.

## Desempenho nas tabelas musicais

### Posições
| Tabela musical (2009)             | Melhor posição |
| --------------------------------- | -------------- |
| Europa (European Hot 100 Singles} | 83             |
| Itália (FIMI)                     | 1              |
| Suíça (Schweizer Hitparade)       | 61             |

### Tabelas de fim-de-ano
| Tabela musical (2013) | Posição |
| --------------------- | ------- |
| Italian Singles Chart | 12      |